# Joey van Rhee
Joey van Rhee (Nijverdal, 14 november 1992) is een Nederlandse voormalige wegwielrenner die laatstelijk in 2018 voor Monkey Town Continental Team uitkwam. 
In 2023 trad hij toe tot de staf van Team DSM dat later dat jaar Team DSM-Firmenich werd. Ook in 2024 en 2025, inmiddels Team Picnic PostNL geheten behoorde hij hiertoe, waarbij hij ook actief was bij het vrouwenteam en het developmentteam.

## Overwinningen
2014
2e etappe Olympia's Tour (ploegentijdrit)
2015
1e etappe deel A Olympia's Tour (ploegentijdrit)

## Resultaten in voornaamste wedstrijden
| Jaar | Ronde van Drenthe | Dwars door Drenthe |
| ---- | ----------------- | ------------------ |
| 2012 |                   | 84e                |
| 2013 | opgave            |                    |
| 2014 | 101e              | 7e                 |
| 2015 | ↑                 | 20e                |
| 2016 |                   |                    |
| 2017 | 11e               |                    |

## Ploegen
- 2012 –  Metec Cycling Team
- 2013 –  Metec-TKH Continental Cyclingteam
- 2014 –  Cyclingteam Jo Piels
- 2015 –  Cyclingteam Jo Piels
- 2016 –  Cyclingteam Jo Piels
- 2017 –  Destil-Jo Piels Cycling Team
- 2018 –  Monkey Town Continental Team

Bakker · van Breda · Buskermolen · de Jonge · Kleiman · Looij · van Luijk · Markus · Ockeloen · Pluto · van Rhee · Santoro · Schulting · Slik · van der Veekens · Zanotti